# 蒂瓦特市鎮
蒂瓦特市鎮，是蒙特內哥羅的一个市镇，位於該國南部，行政中心为蒂瓦特，面積46平方公里，2011年人口14,031，人口密度每平方公里310人。